# Caradrina altera
Caradrina altera là một loài bướm đêm trong họ Noctuidae.